# Amie Wilkinson
Anne Marie „Amie“ Wilkinson (* 4. April 1968 in Boston) ist eine US-amerikanische Mathematikerin.

## Leben und Wirken
Amie Wilkinson wurde als Tochter der Rechtsanwältin Ruth E. VanDemark und des Informatikers Leland Wilkinson geboren und wuchs in Evanston, Illinois auf. Sie studierte an der Harvard University, wo sie im Juni 1989 mit dem Bachelor of Arts in Mathematik abschloss. Im Mai 1995 wurde sie mit der Arbeit Stable Ergodicity of the Time-One Map of a Geodesic Flow an der University of California, Berkeley zum Ph.D. promoviert. Ihr Doktorvater war Charles C. Pugh. Von 1995 bis 1996 war sie Benjamin Peirce Instructor an der Harvard University. Anschließend wechselte sie an die Northwestern University, wo sie Boas Assistant Professor (1996–1999), Assistant Professor (1999–2002), Associate Professor (2002–2005) und schließlich 2005 Professorin wurde. Sie ist Mathematikprofessorin an der University of Chicago. Eine Gastprofessur führte sie an die Universität von Burgund (2002 und 2003). Außerdem war sie Gastwissenschaftlerin am Institut des Hautes Études Scientifiques (1993, 1996 und 1998). Sie ist Fellow der American Mathematical Society, die ihr den Levi-L.-Conant-Preis 2020 zusprach, und seit 2019 Auswärtiges Mitglied der Academia Europaea, seit 2021 Mitglied der American Academy of Arts and Sciences.
Wilkinson beschäftigt sich mit Ergodentheorie und glatten dynamischen Systemen, mit der Geometrie und Regularität von Blätterungen und mit Wirkungen von diskreten Gruppen auf Mannigfaltigkeiten. 2011 erhielt sie den Ruth Lyttle Satter Prize in Mathematics der American Mathematical Society „für ihre bemerkenswerten Beiträge zur Ergodentheorie von partiell hyperbolischen dynamischen Systemen“. Besonders gewürdigt wurde die Arbeit von Keith Burns und Amie Wilkinson zur Stabilität von partiell hyperbolischen Systemen. In einer Reihe von Veröffentlichungen beschäftigte sie sich mit Zentralisatoren von C1-Diffeomorphismen und löste damit Nr. 12 von Stephen Smales Liste von ungelösten mathematischen Problemen für den Fall von C1-Diffeomorphismen. In jüngster Zeit bewies sie mit Artur Ávila und Sylvain Crovisier, dass generische Volumen-erhaltende Diffeomorphismen mit positiver metrischer Entropie ein ergodisches {\displaystyle C^{1}}-dynamisches System bilden.
Wilkinson ist seit 1996 mit dem Mathematiker Benson Farb verheiratet und hat zwei Kinder.

## Schriften
Außer den in den Einzelnachweisen zitierten Arbeiten:
- What are Lyapunov exponents, and why are they interesting ?, Bulletin AMS 2016, Online
- mit Artur Avila, Sylvain Crovisier: Diffeomorphisms with positive metric entropy, Arxiv 2014